# Disaster (canción)
«Disaster» —en español: «Desastre»— es una canción grabada por la artista estadounidense JoJo. La canción fue escrita por JoJo junto con Mario Marchetti, Barletta Gino y Marc Himmel. La producción estuvo a cargo de Mario Marchetti. El desarrollo de la canción reflexiona sobre la relación y se pregunta cómo se convirtió en un "desastre". La canción fue escrita originalmente para un amigo de Barletta, pero sugirió que JoJo debía ser la voz de la canción.
«Disaster» fue lanzado en las emisoras radiales de USA como el primer sencillo de su pospuesto tercer álbum de estudio, el 29 de agosto de 2011 a través de Interscope Records, y se puso a disposición para la descarga digital el 6 de septiembre de 2011. Debutó en el número ochenta y siete de la Billboard Hot 100.
Musicalmente, es una balada pop a medio tiempo con R&B y pop rock. El título de la canción y la letra comprenden acerca de una relación profunda que ha pasado de ser feliz y dichosa a la tumultuosa y desastroso. El video de la canción fue dirigido por Benny Boom, filmado en el centro de Los Ángeles. El video se estrenó en el sitio web oficial JoJo el 1 de noviembre de 2011, y disponible para su visualización en VEVO el 2 de noviembre de 2011. Un EP digital de 5 remixes oficiales de la canción fue lanzada el 13 de marzo de 2012.

## Antecedentes
«Disaster» fue lanzado desde un principio como el primer sencillo de su pospuesto tercer álbum de estudio que se ha retrasado por más de seis años debido a problemas con su sello discográfico, Blackground Records, y la ordenación de la distribución para el álbum. Su mixtape debut Can't Take That Away from Me fue lanzado el 7 de septiembre de 2010 en el sitio Rap-Up.com como un preludio de su tercer álbum y de mantener más cerca a sus fanes, para la promoción, se utilizó «In The Dark» como sencillo incluyendo un video musical. «The Other Chick» se anunció inicialmente como el primer sencillo del álbum. Sin embargo, después de que JoJo volviera a estudio de grabación y grabara más canciones para el álbum, el sello decidió lanzar una de las nuevas grabaciones como el primer sencillo en su lugar, dejando a «The Other Chick» como un sencillo promocional. Jojo, comentó: "Es algo bueno que voy a presentar a la gente, algo más maduro supongo. Es más maduro, pero es un solo rumor".
«Disaster» fue anunciado como el primer sencillo del tercer álbum de estudio de JoJo, titulado Jumping Trains en aquel momento, en agosto de 2011. JoJo describió la canción como "una relación joven y apasionada, que toma un mal giro y se vuelve un desastre. Pero lo que me gusta de esta canción es que tu vida ahí no termina, ya que afuera hay un mundo por explorar, no sólo porque una relación ha terminado no significa que su mundo ha terminado. Debes recordar que está esa luz al final del túnel". Se estrenó en las radios estadounidenses el 29 de agosto de 2011, a través de Interscope Records. Una semana más tarde, el 6 de septiembre de 2011, la canción fue lanzada para la descarga digital.

## Composición
«Disaster» es una balada pop rock, respaldada por un tambor y una guitarra acústica, la letra se centra sobre una relación que se convirtió en un desastre. Los sintetizadores se unen en los tambores y se hacen más fuertes cuando JoJo canta en el estribillo. De acuerdo a JoJo, la letra de la canción es "básicamente acerca de cómo a veces te toca tan profundamente en una relación, y se vuelve progresivamente horrible y realmente desastrosa", "Ya se trate de abuso emocional o de otro tipo de abuso, es como, '¿Cómo fue que terminé en esta tormenta? Así que es un registro emocional, pero definitivamente es resistente al final." La canción nos recuerda a sus éxitos anteriores, «Too Little Too Late» y «Leave (Get Out)».
«Disaster» fue escrita por Gino Barletta, JoJo, Mario Marchetti & Marc Himmel y fue producida por Mario Marchetti. La canción fue descrita por Barletta como una "canción de pop vanguardista" con "un enorme coro".

## Recepción de la crítica
«Disaster», recibió críticas generalmente positivas de los críticos de música contemporánea, que se refirió a sus similitudes con el anterior sencillo, «Too Little Too Late», y la canción de Jordin Sparks, «Battlefield», sin embargo, la canción también fue criticada por no mostrar ninguna progresión después de un paréntesis de cinco años. Scott Shetler, de PopCrush dijo; "JoJo parece que se sube al carro del synthpop, como las estrellas del pop, pero la otra cara de que la independencia es que su música no necesariamente es un sonido actual.", "Disaster tiene la misma base de pop-rock del último gran éxito de JoJo, del 2006, Nos gustaría ver un crecimiento de poco más artístico en cinco años, a pesar de JoJo tiene apenas 20 años de edad, por lo que tiene un montón de tiempo para averiguar a dónde quiere llevar su sonido como adulto".
Katharine St. Asaph de Popdust calificó la canción con tres estrellas de cinco, señalando que las similitudes en la composición a la canción de Jordin Sparks «Battlefield». Asaf estuvo a favor de «Disaster» por la destreza vocal de JoJo en el puente de la canción. Bradley Stern, de MuuMuse le otorgó un 4.5 de cinco estrellas, tomando nota también de sus similitudes con «Battlefield», mientras que alaba "Los tambores que se estrellan, cadenas dramáticas y triunfal marcha de mega-beat" y su "crecimiento tanto como una vocalista y un individuo."

## Promoción
JoJo anunció el 19 de agosto de 2011 que ella se uniría a la entonces gira de Joe Jonas y Jay Sean, donde interpretó la canción durante toda la duración de la gira. Ella hizo el debut de la canción en la segunda edición anual de los VMdA por Perez Hilton. En una parada de la gira en Filadelfia JoJo ofreció una actuación acústica de la canción en Q102 radio. También se presentó en; San Francisco NOW!, 99.7 FM Studio Lounge, Good Day Dallas, 93.3 y KTLA LA. También interpretó la canción en el show de Boston Fox Morning News el 28 de octubre de 2011 y en diciembre en el evento navideño Los Angeles Holiday Tree Lighting.
Una versión física del sencillo fue lanzada en algunas estaciones de radio de los Estados Unidos, que fue interpretada en la gira JoeJay Tour. El CD contiene la canción «Disaster» y una versión acústica del sencillo «Too Little Too Late». Tras su publicación ingresó a la U.S. Top 40/Mainstream radio el 25 de octubre de 2011. JoJo presentó el remix Jorj N Andy del video musical de «Disaster» en vivo durante una aparición en el Club Krave en Las Vegas el 14 de enero de 2012.
Disaster: Remix's EP es un extended play promocional que fue publicado el 13 de marzo de 2012. El EP está compuesto por cinco remixes del sencillo, anunciado en enero de 2012. Uno de los remixes fue creado por DJ Kue, quien ha trabajado para Britney Spears, Kelly Clarkson, y Rihanna. El 19 de mayo de 2012 interpretó la canción y otros de sus más exitosos sencillos en el Kiss Concert de la emisora radial Kiss 108 FM.

## Video musical
El video musical fue dirigido por Benny Boom, el elenco tuvo al actor británico Rafi Gavron, quien fue elegido para representar al novio de JoJo. El video fue fílmado el 14 de septiembre de 2011 en el centro de Los Ángeles. En una entrevista con Idolator.com ella díjo que "... quería demostrar el amor joven, loco y lo apasionado que puede ser - ¿cómo te quedas envuelto en ella, y es impresionante y es muy divertido y sexy... Este video es un poco de rock and roll. Es colorido ". El 1 de noviembre de 2011 fue subido al sitio web de la artista, mientras que al día siguiente a la disposición de VEVO, en dónde cuenta con más de 10 millones de visualizaciónes. El video recibió críticas generalmente positivas. Jeff Benjamin, de Billboard elogió su look más maduro y su estilo, que consiste en vestidos cortos, botas altas y sensuales.
El 27 de noviembre de 2011, el video musical fue lanzado en Filipinas vía Myx, y alcanzó la posición trece de la MYX International Top 20 Charts, en dónde se mantuvo por seis semanas. El 23 de febrero de 2012 una versión extendida del vídeo fue lanzado con escenas adicionales, incluyendo el truco de la motocicleta que se cortó en el vídeo original.

## Funcionamiento en las listas
«Disaster» debutó en el número ochenta y siete de la lista Billboard Hot 100 de los Estados Unidos. También ingresó a la Billboard Digital Songs en la posición sesenta y cuatro. El 2 de enero de 2012 debutó en el número treinta y ocho de la Billboard Pop Songs, siendo su primer sencillo en aparecer en aquella lista desde 2007. La semana siguiente, la canción alcanzó el puesto veinte y nueve. El 10 de marzo de 2012, el sencillo ingreso a la lista Yahoo! Music de Billboard, alcanzando el puesto quince. De acuerdo con Nielsen SoundScan, «Disaster» ha vendido 160,000 mil copias hasta la fecha.

### Charts

#### Semanales
| América del Norte |                   |    |
| Estados Unidos    | Billboard Hot 100 | 87 |
| Estados Unidos    | Digital Songs     | 64 |
| Estados Unidos    | Pop Songs         | 29 |
| Estados Unidos    | Yahoo! Music      | 15 |

## Formatos
- Digitales

| Sencillo - Descarga digital |            |          |  |
| N.º                         | Título     | Duración |  |
| 1.                          | «Disaster» | 3:37     |  |

| Disaster: Remixes EP |                                   |          |  |
| N.º                  | Título                            | Duración |  |
| 1.                   | «Disaster» (DJ Kue Remix)         | 4:15     |  |
| 2.                   | «Disaster» (Sidney Samson Remix)  | 4:42     |  |
| 3.                   | «Disaster» (Baggi Begovic Remix)  | 6:32     |  |
| 4.                   | «Disaster» (Ming + 2 Beeps Remix) | 5:09     |  |
| 5.                   | «Disaster» (Jorj n Andy Remix)    | 6:27     |  |

- Materiales

| Sencillo en CD - Promo tour |                                          |          |  |
| N.º                         | Título                                   | Duración |  |
| 1.                          | «Disaster»                               | 3:37     |  |
| 2.                          | «Too Little Too Late» (Versión acústica) | 3:31     |  |

## Historial de lanzamientos
| País           | Fecha de lanzamiento    | Formato                                 | Sello                               | Ref.   |
| -------------- | ----------------------- | --------------------------------------- | ----------------------------------- | ------ |
| Estados Unidos | 29 de agosto de 2011    | Estreno radial                          | Interscope, Blackground, Streamline | [ 42 ] |
| Estados Unidos | 6 de septiembre de 2011 | Descarga digital                        | Interscope, Blackground, Streamline | [ 43 ] |
| Canadá         | 6 de septiembre de 2011 | Descarga digital                        | Universal Music                     | [ 44 ] |
| Australia      | 9 de septiembre de 2011 | Descarga digital                        | Interscope, Blackground             | [ 45 ] |
| Francia        | 9 de septiembre de 2011 | Descarga digital                        | Interscope, Blackground             | [ 46 ] |
| Japón          | 9 de septiembre de 2011 | Descarga digital                        | Interscope, Blackground             | [ 47 ] |
| Nueva Zelanda  | 9 de septiembre de 2011 | Descarga digital                        | Interscope, Blackground             | [ 48 ] |
| Suecia         | 9 de septiembre de 2011 | Descarga digital                        | Interscope, Blackground             | [ 49 ] |
| Estados Unidos | 25 de octubre de 2011   | Top 40/Mainstream radio                 | Interscope, Blackground             | [ 50 ] |
| Estados Unidos | 13 de marzo de 2012     | Disaster: Remixes EP (Descarga digital) | Interscope, Blackground             | [ 51 ] |